# Узбекистан на Светском првенству у атлетици на отвореном 2022.
Узбекистан је учествовао на 18. Светском првенству у атлетици на отвореном 2022. одржаном у Дохи од 27. септембра до 6. октобра. У четрнаестом самосталном учешћу на светским првенствима, репрезентацију Узбекистана представљала је 1 атлетичарка  која се такмичила у скоку увис.,

На овом првенству такмичарка Узбекистана није освојила ниједну медаљу али је изједначила лични рекорд. У табели успешности према броју и пласману такмичара који су учествовали у финалним такмичењима (првих 8 такмичара) Узбекистан је са 1 учесником у финалу делио 60. место са 4 бода. 
| Плас. | Земља      | 1. место | 2. место | 3. место | 4. место | 5. место | 6. место | 7. место | 8. место | Бр. финал. | Бод. |
| ----- | ---------- | -------- | -------- | -------- | -------- | -------- | -------- | -------- | -------- | ---------- | ---- |
| =60.  | Узбекистан | 0        | 0        | 0        | 0        | 1        | 0        | 0        | 0        | 1          | 4    |

## Учесници
Жене:
- Сафина Садулајева - Скок увис

## Резултати

### Жене
| Атлетичарка       | Дисциплина | Лични рекорд | Квалификације | Квалификације | Финале   | Финале      | Детаљи |
| Атлетичарка       | Дисциплина | Лични рекорд | Резултат      | Место         | Резултат | Место       | Детаљи |
| ----------------- | ---------- | ------------ | ------------- | ------------- | -------- | ----------- | ------ |
| Сафина Садулајева | Скок увис  | 1,96         | 1,93 КВ, =ЛРС | 2. у гр. А    | 1,96 =ЛР | 5 / 28 (29) |        |